# Svrab

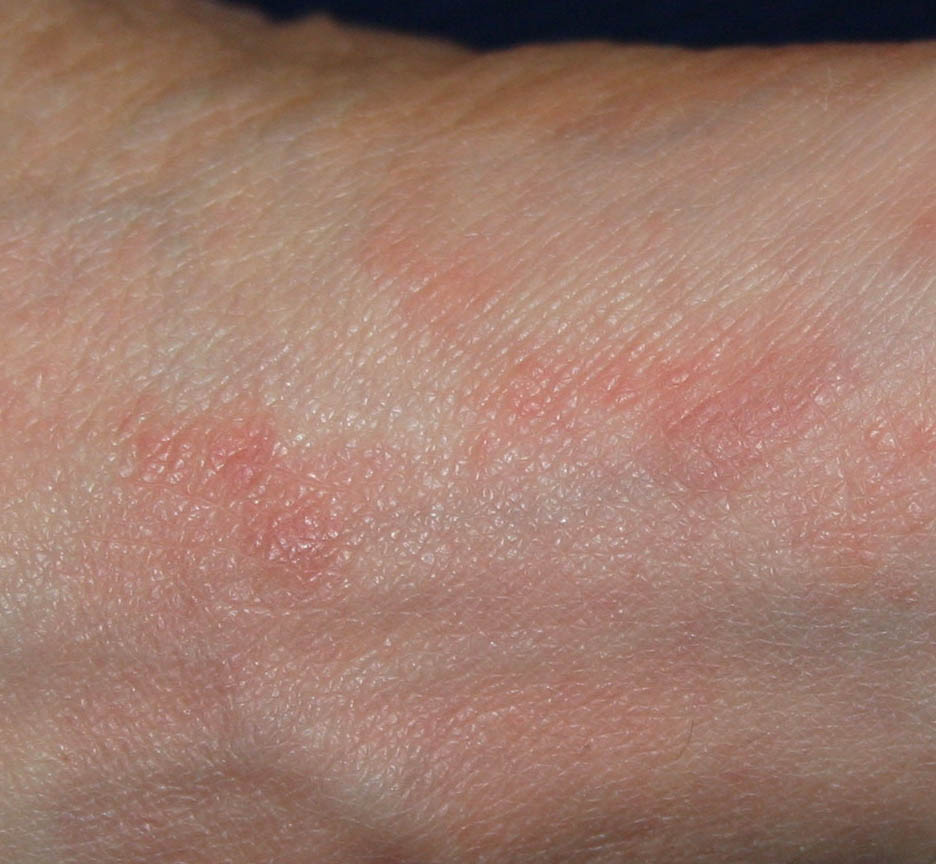
Svrab

Svrab (latinsky scabies, z latinského scabere = drbat se), též sarkoptóza, u zvířat lidově též prašivina je infekční onemocnění způsobené zákožkou svrabovou (latinsky Sarcoptes hominis) postihující člověka i zvířata. 

## Svrab lidský
U člověka je původcem zákožka svrabová Sarcoptes scabiei var. hominis (podle jiných autorů Sarcoptes scabiei). Poslední pochybnosti, že příčinou svrabu je zákožka svrabová, rozptýlil ve svém pojednání o svrabu z roku 1844 vídeňský lékař moravského původu, (rodák z Brna), Ferdinand von Hebra (1816–1880).
V České republice byl v roce 2023 zaznamenán vzestup počtu nakažených oproti předchozím letům. Svrab patří mezi nejčastější nemoci z povolání a je nejrozšířenějším profesním onemocněním mezi zdravotníky.
Zákožka vyvrtává kanálky ve zrohovatělé vrstvě pokožky. Samice naklade během života (tři až šest týdnů) asi 50 vajíček v slepých koncích chodbiček. Z vajíček se líhnou larvy, které žijí na povrchu těla. Z larev se během 18 až 23 dnů vyvinou nové samičky, které se opět zavrtávají nebo se mohou přenést na dalšího hostitele. Za tepla, obvykle v noci na lůžku, oživují paraziti svoji činnost, což nemocný pociťuje záchvatovitým svěděním.

### Formy onemocnění
- U těžkých nemocí (např. AIDS, hematologické choroby) může dojít k těžkému stavu charakteristickému nadměrnou hyperkeratózou (vytvořením silné krusty na kůži), to je takzvaný svrab norský.
- U osob se zvýšenou hygienou dochází k zastření příznaků. Zbývá pouze svědění. Tato forma se nazývá svrab mytých.
- Scabies nodularis – Jedná se o červené noduly (pupínky), které intenzivně svědí. Vznikají v důsledku vystupňované imunitní reakce.

### Přenos
Onemocnění se nejčastěji přenáší nákazou přímo od nemocného těsnějším nebo delší dobu trvajícím kontaktem, především společným užíváním textilií, spíše při dlouhodobém kontaktu (např. v noclehárnách, táborech, nemocnicích, avšak rozhodně ne podáním ruky). Častý je přenos na další členy rodiny. Infekci napomáhá snížená imunita. Na svrab jsou náchylné zejména děti, které se infikují hlavně během hraní.

### Příznaky
Příznaky se objevují tři až osm týdnů po infekci, zprvu nejsou příliš výrazné ani charakteristické. Často i odborníci myslí, že je to záchvat kopřivky. Napadá nejdříve tenčí kůži na břiše, v podpaží, na vnitřní straně stehen, prsní dvorce, kotníky, u menších dětí i dlaně a plosky chodidel. Základním projevem jsou drobné červené pupínky velikosti špendlíkové hlavičky, často uspořádané ve dvojicích a kryté stroupkem. Jsou silně svědivé, takže se mezi pupínky objevují škrábance.
Projevuje se nepříjemným svěděním a kožními změnami v podobě oděrek (exkoriací), pupínků a skvrn. Onemocnění nesouvisí pouze s osobní hygienou, ale nedostatečná hygiena může způsobit horší průběh nemoci. Přehnaná hygiena může však naopak způsobit zastření příznaků a problémy při diagnóze svrabu.
Hlavním subjektivním příznakem je svědění, které se stupňuje v noci na lůžku a při zahřátí těla například při sportu. Na kůži je viditelná vyrážka – chodbičky zákožek jako několik milimetrů až několik centimetrů dlouhé našedlé nebo narůžovělé, lehce vyvýšené nitkovité stopy s perleťově zbarvenou 2 až 3 mm velkou kupkou na konci. Nejčastěji postiženými místy jsou meziprstní prostory, okolí genitálu a prsních bradavek, hýždě, zápěstí, záhyby loketního a kolenního kloubu, podbřišek a místa, kde přiléhá prádlo. U dětí také dlaně, plosky nohou, obličej a záda.

### Epidemická opatření
Mimo pokožku hostitele mohou zákožky přežít maximálně tři až čtyři dny. Pokud zákožku vystavíte na dobu delší deseti minut teplotám alespoň 60 °C, také nejsou schopny přežít. Po zjištění infekce je tedy důležité veškeré matrace, gauče, křesla, polstrované židle, polštáře, peřiny, deky a tak podobně vyčistit od parazitů. Například vynesením ven / nepoužíváním po dobu čtyř dnů, vyžehlením napařovací žehličkou nebo vysáním vysavačem, který je schopen zlikvidovat roztoče. Veškeré povlečení je nutné vyprat na 60 °C, vyžehlit je a nechat tři dny ležet.

### Léčba
Léčba spočívá v zevním použití insekticidních přípravků obsahujících permethrin. U osob, u kterých to není vhodné, například u dětských pacientů, se zevně používá sírová vazelína. Ke zmírnění příznaků se doporučují pobyty na čerstvém vzduchu, zvláště pak ve večerních hodinách. I po přeléčení u některých lidí přetrvává svědění i dva měsíce, hůře se hojí atopici a lidé se světlým typem pleti, povšechně pak ženy a děti.

## Svrab u zvířat

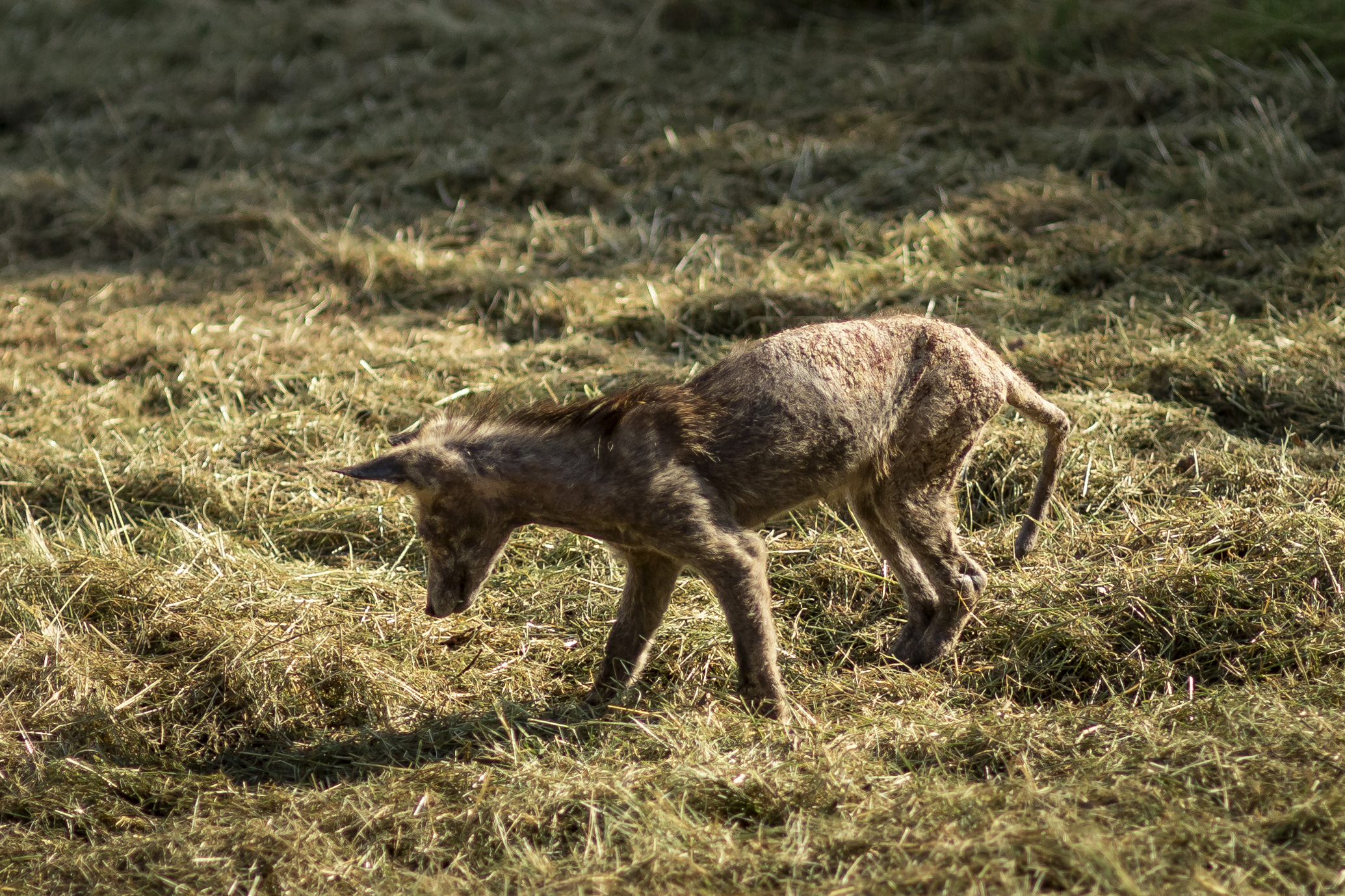
Liška obecná v pokročilém stadiu onemocnění prašivinou